# Grotta di Pertosa
Grotta di Pertosa – jaskinia krasowa w południowych Włoszech, w Apeninach Południowych.
Grotta di Pertosa jest rozwinięta poziomo. W jaskini znajduje się kilka ciągów obszernych korytarzy i komór, w większości z bogatą szatą naciekową. Przez jaskinię płynie rzeka.